# Jordanów Śląski

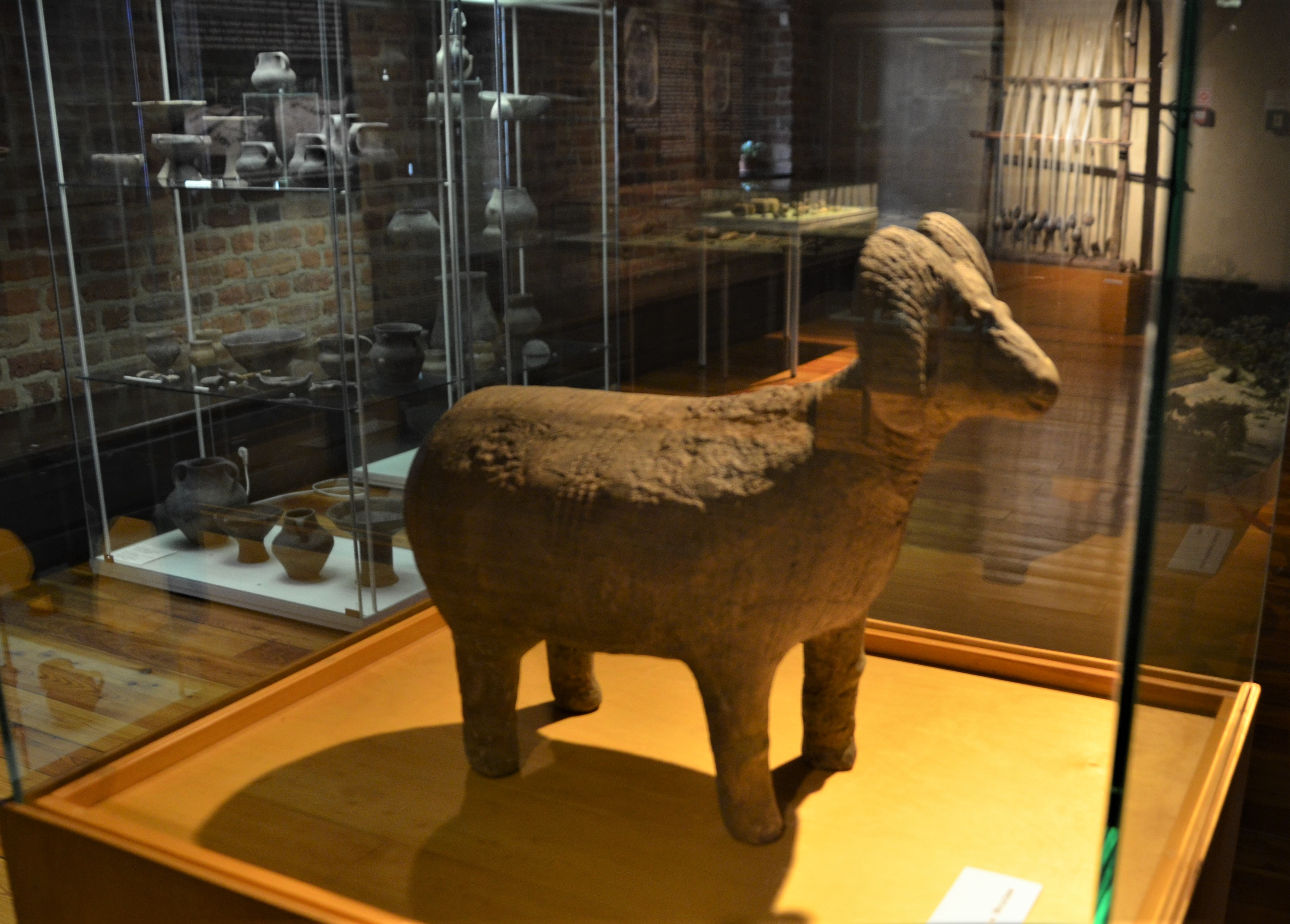
Widder von Jordansmühl

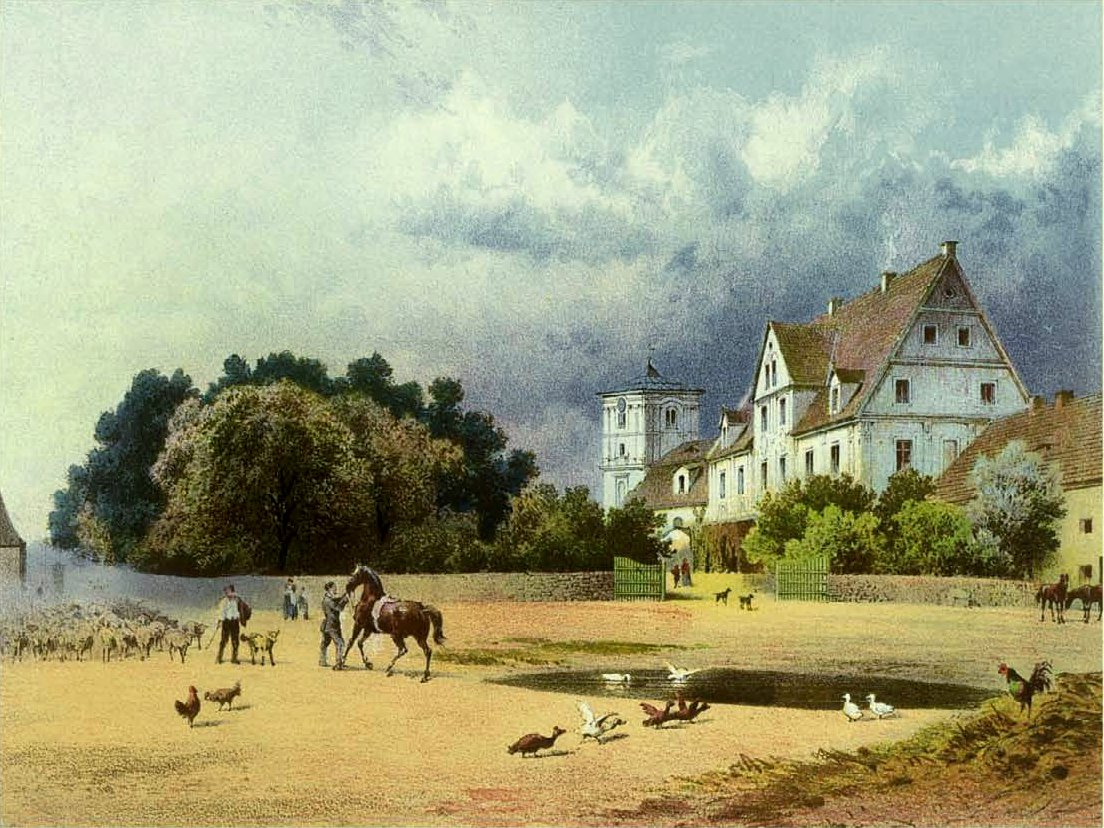
Rittergut Jordansmühl um 1860, Sammlung Alexander Duncker

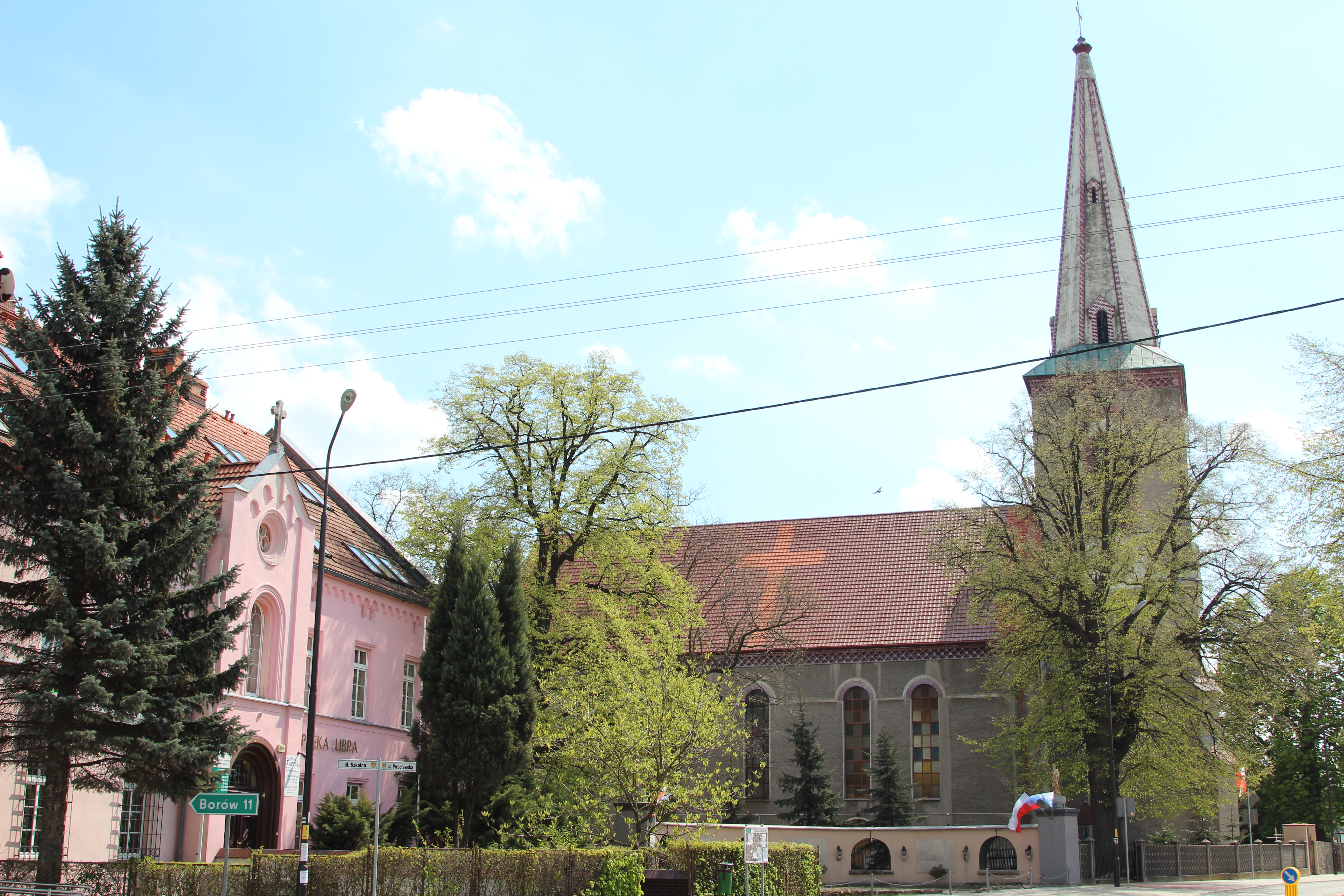
Kirche St. Stanislaus in Jordanów Śląsk

Jordanów Śląski (deutsch: Jordansmühl, schlesisch Jottsmühle) ist ein Ort in der Landgemeinde Jordanów Śląski mit 3197 Einwohnern (Stand 31. Dezember 2020) im Powiat Wrocławski der Woiwodschaft Niederschlesien in Polen. Er liegt südwestlich von Breslau.

## Lage
Jordanów Śląski liegt ca. 17 Kilometer nördlich von Niemcza (Nimptsch), 20 Kilometer nordwestlich von Strzelin (Strehlen) und 35 Kilometer südlich der Woiwodschaft-Hauptstadt Breslau. 
Nachbarorte sind Glinica (Gleinitz) im Südwesten, Świątniki (Schwentnig) im Westen, Dankowice (Dankwitz) im Südosten, Popowice (Poppelwitz) im Nordosten, Wilczkowice (Wilschkowitz) im Norden. 

## Geschichte
Das jungsteinzeitliche Gräberfeld von Jordansmühl führte zur Einführung der gleichnamigen Jordansmühler Kultur. Ein tönerner Widder von diesem Fundplatz ist im Wappen des Ortes abgebildet. Es ist dem Wappen des ritterlichen Geschlechts von Gregersdorf entlehnt, die bis ins 17. Jahrhundert Erbherren von Jordansmühl waren. Möglicherweise wurde das Straßenangerdorf im 13. Jahrhundert als Ostsiedlung nach Deutschem Recht gegründet. Die Ersterwähnung erfolgte 1282 in einer Urkunde, die Graf Franz von Tinz ausstellte. Es gehörte zum piastischen Herzogtum Brieg, mit dem es 1675 durch Heimfall an Böhmen fiel. 1299 tritt in einer Urkunde als Zeuge der Bürger von Breslau Hermann, Scholz de Jordani molendivo auf.
Jordansmühl bestand aus zwei Anteilen. 1471 besaß Ruprecht Tschesch einen Anteil, Anfang des 14. Jahrhunderts die Herren von Schweinichen. Letztere brachten bis 1517 den größten Teil des Dorfes an sich. Nach dem Aussterben der Herren von Gregersdorf kaufte 1630 der Landesälteste des Fürstentums Brieg, Sigismund von Pfeil und Klein-Ellguth das Gut. Nach dessen Tod fiel der Besitz an die Witwe Ludmilla geborene von Gregersdorf. Der Dreißigjährige Krieg bewirkte einen Bevölkerungsrückgang. In Jordansmühl existierten zu dieser Zeit sieben verlassene Bauernhöfe. 1651 zählte die Pfarrei 300 Erwachsene Gläubige. 1682 kaufte es Sebald von Saurma. 
Nach dem Ersten Schlesischen Krieg fiel Jordansmühl mit dem größten Teil Schlesiens an Preußen. Die alten Verwaltungsstrukturen wurden aufgelöst und Jordansmühl in den Kreis Nimptsch eingegliedert. 1771 waren die Besitzer die Familie von Taubadel, nach ihnen die Herren von Münchow und 1773 Graf von Sandreczky und Sandraschütz. Ende des 18. Jahrhunderts gehörte es Hans Graf von Sandreczky. 1783 zählte der Ort zwei herrschaftliche Vorwerke, eine evangelische Kirche, ein Pfarr- und Schulhaus, 14 Bauern, 29 Gärtner, eine Mühle und 20 Angerhäusler. Der zweite Anteil gehörte zur Landgemeinde Groß-Tinz und enthielt drei Bauern und fünf Häusler. Die Einwohneranzahl in beiden Anteilen betrug 567 Menschen.
1845 besaß den ersten Anteil der Erb-Landmarschall Erdmann Graf von Sandreczky-Sandraschütz, den zweiten Anteil die Bahr'schen Erben, bis 1810 die Malteser Kommende. 1845 umfasste der erste Anteil: 70 Häuser, ein herrschaftliches Schloss, zwei Vorwerke, 808 Einwohner, davon 38 katholisch und der Rest evangelisch, eine evangelische Pfarrkirche mit Pfarrwidum unter dem Patronat der Grundherrschaft, eine evangelische Schule, eine Freischoltisei, eine Wassermühle, eine Brau- und Brennerei, 19 Handwerker, sieben Händler und zwei Krämer. Der zweite Anteil enthielt: Drei Bauerngüter, eine Freihäuslerstelle, ein Auergarten, ferner zwei Wiesen und zwei einzelne Hufen, insgesamt 11 Häuser, 39 Einwohner, davon 6 katholisch und der Rest evangelisch. Zur hiesigen Parochie waren gepfarrt: Jordansmühl, Bischkowitz, Dankwitz, Dürr-Hartau, Jeseritz, Mlietsch, Poppelwitz, gastweise Gleinitz, Johnsdorf und Kanigen. Von 1862 bis 1945 gehörte das Gut der Familie von Kriegsheim. 1880 wurde aus den Landgemeinden Jordansmühl, Mlietsch und Poppelwitz der Amtsbezirk Jordansmühl gebildet. 1943 wurden 1300 Einwohner gezählt. 
Als Folge des Zweiten Weltkriegs fiel Jordansmühl mit dem größten Teil Schlesiens 1945 an Polen. Nachfolgend wurde es durch die polnische Administration in Jordanów Śląski umbenannt. Die deutschen Einwohner wurden, soweit sie nicht schon vorher geflohen waren, vertrieben. Die neu angesiedelten Bewohner stammten teilweise aus Ostpolen, das an die Sowjetunion gefallen war.

## Sehenswürdigkeiten
- Die römisch-katholische Pfarrkirche St. Stanislaus (polnisch Kościół św. Stanisława Biskupa) war bis 1945 die evangelisch-lutherische Pfarrkirche des Ortes. Die Kirche von Jordansmühl wurde 1335/42 erstmals erwähnt.[10] Mit der Einführung der Reformation 1534 wurde sie den Protestanten übergeben. Die heutige Kirche wurde im 15. Jahrhundert erbaut, 1715 ein neuer Kirchturm errichtet, 1738 im Barockstil umgebaut, 1945 teilweise zerstört, 1946 den Katholiken übergeben und neu geweiht. Von der barocken Innenausstattung haben sich erhalten: ein Hölzerner Altar und Kanzel aus dem Anfang des 17. Jahrhunderts, ein hölzernes Taufbecken aus der ersten Hälfte des 19. Jahrhunderts, ein hölzerner Orgelprospekt von 1887 aus der Werkstatt des Schweidnitzer Orgelbauunternehmens Schlag & Söhne, hinter dem Altar und an der Südwand des Presbyteriums Grabsteine aus dem 16./17. Jahrhundert. Die Kirche ist umgeben von einem Friedhof mit Umfassungsmauer.[11]
- Ehemaliges Pfarrhaus aus der zweiten Hälfte des 19. Jahrhunderts, diente nach 1945 zeitweise als Schule.

## Verkehr
Der Bahnhof Jordanów Śląski lag an der Bahnstrecke Kobierzyce–Piława Górna.

## Persönlichkeiten
- August Wilhelm Fils (1799–1878), preußischer Major, Vermessungsoffizier und Kartograf
- Konrad Schor (1828–1908), preußischer Generalmajor